# Куркаев, Николай Яковлевич
Николай Яковлевич Куркаев (25 ноября 1947, деревня Малаховцы, Барановичского района — 1 декабря 2013, Барановичи) — епископ ОЦХВЕ по Брестской области, проповедник, автор разбора Нового завета и книги пророка Исаии.

## Биография
Родился в семье «духовных христиан». Имел фамилию Дурило, после женитьбы решил взять фамилию жены — Куркаев.
В 1971 году обратился к Господу через покаяние.
В 1972 году впервые стал проповедовать слово Божье.
В 1984 году был избран на дьяконское служение в церкви Спасение, города Барановичи. Впоследствии был пастором этой общины до 1989 года.
Как представителю ОСХВЕП Н. Я. Куркаев бывал на различного рода мероприятиях, проводимых многими общественными организациями, был на встрече с М. С. Горбачёвым и Р. И. Хасбулатовым и другими.
В марте 1991 года на I съезде Христиан веры евангельской СССР, будучи уже старшим пресвитером Союза ХВЕ Беларуси, Н. Я. Куркаева избирают первым заместителем председателя Союза христиан веры евангельской СССР у Романа Ивановича Биласа. После избрания Николай Яковлевич переезжает в Москву, где продолжает свою религиозную деятельность.
По возвращении из Москвы, был избран на служение епископа Объединения ХВЕ в Брестской области Объединенной Церкви Христиан Веры Евангельской в Республике Беларусь, которое совершал до конца жизни.
В церкви Спасение, где располагался офис Николая, возглавлял молитвенную группу за освобождение людей от демонической зависимости. Еженедельно проводил разбор Библии (Новый Завет), а так же книгу пророка Исаии (закончить разбор не успел).
Скончался 1 декабря 2013 года в 8:30 от обширного инсульта головного мозга. Траурное служение прошло 2 декабря 2013 года в церкви «Спасение». Похоронен на Кладбище Русино.

## Книги Н. Я. Куркаева
- Куркаев Н. Я. События последнего времени в свете Библии. — Союз Христиан Веры Евангельской Беларуси, 1993, 1999.
- Куркаев Н. Я. И проклятия не будет более.... — Церковь Спасение, 2001.
- Куркаев Н. Я. Стойте в свободе. — Церковь Спасение, 2001.
- Куркаев Н. Я. Библейские стрелы. Издательское учреждение "Позитив-центр", 2011.
- Куркаев Н.Я. Апокалипсис в Ветхом Завете. «Метанойя», Минск, 2025.